# Michael Schnabel (Geistlicher)

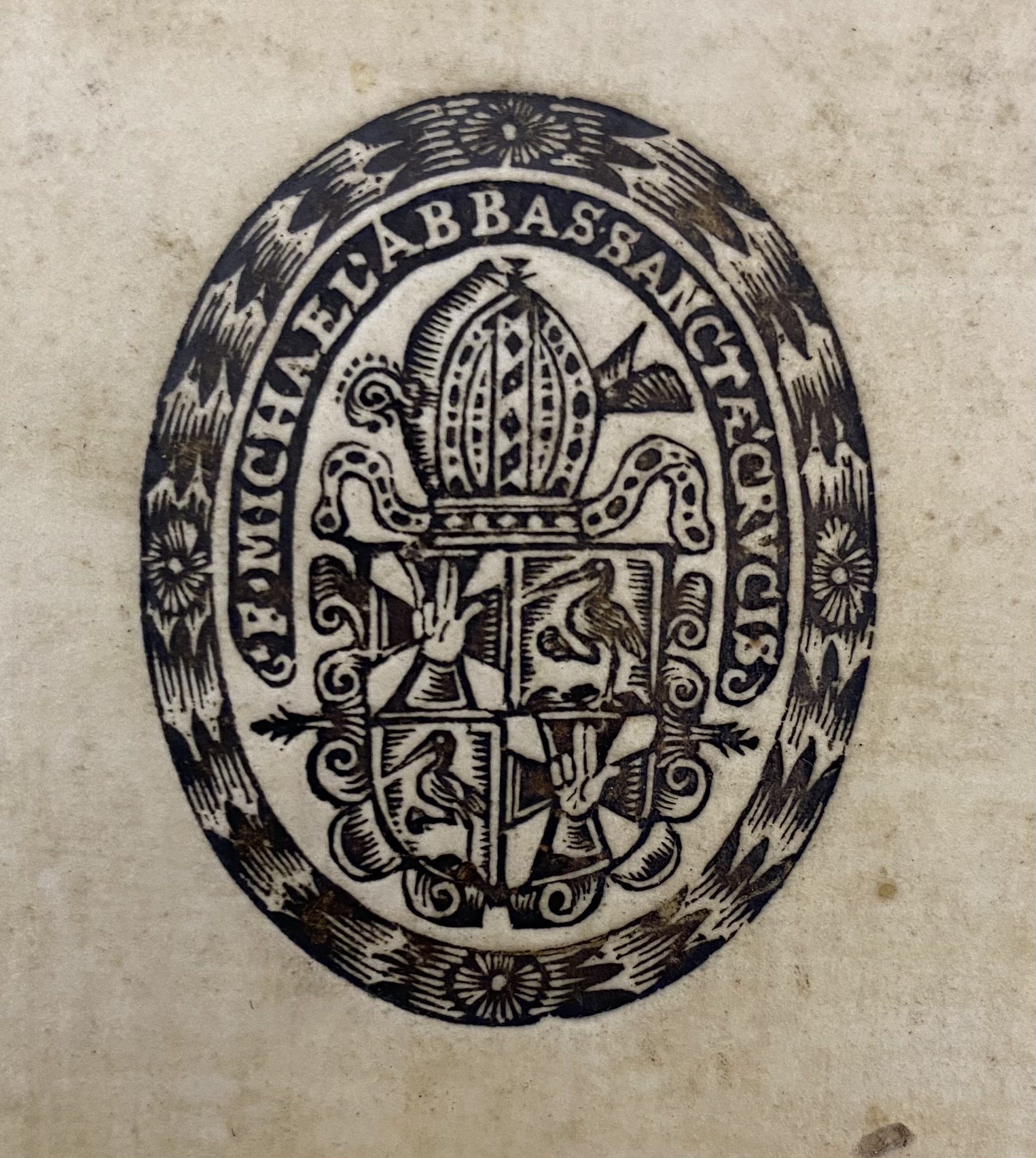
Schnabels Abtswappen

Michael Schnabel (* 17. September 1607 in Pfaffstätten in Niederösterreich; † 24. März 1658 in Wien) war ein österreichischer Zisterzienser und 51. Abt des Stiftes Heiligenkreuz.

## Leben
Michael Schnabel kam als Sohn verarmter Stiftsuntertanen zur Welt. Als sein Vater 1616 verstarb, kam das Stift für seine Erziehung auf und er wurde im Kloster in der Musik sowie in den Wissenschaften unterrichtet. Seine Einkleidung erfolgte 1622, seine Profess 1624. Er wurde dann zur weiteren Ausbildung an die Universität Wien geschickt, wo er 1631 Baccalaureus der Philosophie wurde. Er feierte 1631 seine Primiz.
Auf Ansuchen des Abtes Balthasar Huebmann aus dem elsässischen Kloster Neuburg wurde er vom Heiligenkreuzer Abt dorthin geschickt, wo er bis 1634 Logik und Moral lehrte. Als der Heiligenkreuzer Abt Christoph Schäffer von der Verwaltung des Stiftes suspendiert worden war, wurde Michael vom Generalvikar der zuständigen Ordensprovinz, dem Abt Ignaz Krafft von Lilienfeld, als Subprior in Heiligenkreuz eingesetzt und bekleidete dieses Amt von 1634 bis 1636. Im gleichen Jahr legte er an der Wiener Universität die Rigorosen aus der gesamten Theologie ab, weigerte sich aber die Doktorwürde anzunehmen. Am 8. September 1637 wurde er zum Abt gewählt und starb am 24. März 1658.

## Werke
- Memorabilia (...) circa statum monasterii Sanctae Crucis. Autograph aus dem Jahr 1637.
- Rudolf Lewandowski: Das Zisterzienserstift Heiligenkreuz 1500-1650 (Dissertation Wien 1941), S. 203–244.